# اختبار ألن

شرايين اليد

اختبار ألن (بالإنجليزية: Allen's test)‏ فحص طبي أو علامة طبية تستخدم في الفحص الجسمي لتدفق الدم الشرياني إلى اليدين. سميت نسبة إلى طبيب القلب الأمريكي إدغار فان ألن الذي وضع النسخة الأصلية من الاختبار في عام 1929. في عام 1952، اقترح لأول مرة اختبار بديل بواسطة إيرفينج إس رايت، حيث تم استبدال طريقة الاختبار الأصلية بطريقة حديثة معاصرة في الممارسة الطبية، وأشير لها «باختبار ألن المعدل».

## طريقة إجراء الاختبار

### الاختبار الأصلي
يتم إجراء الاختبار الأصلي الذي اقترحه ألن على النحو التالي:
1. يُطلب من المريض قبض يديه بإحكام لمدة دقيقة واحدة في نفس الوقت.
2. يتم تطبيق الضغط على كل من الشرايين الكعبرية في وقت واحد وذلك لإغلاقهما (وقف سريان الدم لفترة لحظية).
3. ثم يفتح المريض أصابع كلتا يديه بسرعة، ويقارن الفاحص بين اللونين، لون الشحوب الأولية يجب أن يتحول الوردي.
4. قد يتكرر الاختبار، وهذه المرة تحدث الشرايين الزندية.

اختبار ألن يكشف عن الدورة الدموية غير الطبيعية. إذا عاد اللون بسرعة كما هو موضح أعلاه، فإن اختبار ألن سيظهر أن الدورة الدموية طبيعية، إذا استمر الشحوب لبعض الوقت بعد فتح المريض أصابعه، فإن هذا يشير إلى درجة من انسداد الشريان غير المضغوط (إذا كان الشريان المضغوط هو الكعبري فإن الشريان الغير مضغوط هو الزندي والعكس صحيح).

### الاختبار المعدل
في اختبار ألن المعدل، يتم فحص يد واحدة في وقت واحد:
1. يتم رفع اليد ويطلب من المريض إحكام قبضته لمدة 30 ثانية.
2. يتم تطبيق الضغط على الشريان الزندي والشريان الكعبري وذلك لإغلاقهما (وقف سريان الدم لفترة لحظية).
3. بينما لا تزال اليد مرتفعة، يتم فتح اليد. يجب أن تظهر مبيضة (يمكن ملاحظة الشحوب في أظافر الأصابع).
4. يتم رفع الضغط عن الشريان الزندي مع إبقاءه على الشريان الكعبري، ويجب أن يعود اللون خلال 5 إلى 15 ثانية.

إذا عاد اللون كما هو موضح، يعتبر اختبار ألن طبيعيًا. إذا فشل اللون في العودة، يعتبر الاختبار غير طبيعي ويشير إلى أن تغذية اليد عبر الشريان الزندي غير كافي، هذا يشير إلى أنه قد لا يكون من الآمن إدخال القنية في الشريان الكعبري.

## الأساس التشريحي
من الطبيعي أن يتم تزويد اليد بالدم من كل من الشرايين الزندية والكعبرية. الشرايين تتصل مع بعضها في اليد. وبالتالي، إذا تم قطع إمدادات الدم من أحد الشرايين، فيمكن للشريان الآخر أن يمد يده بالدم الكافي. أقلية من الناس تفتقر إلى هذا الدم المزدوج.

## الأهمية
من المضاعفات غير الشائعة لأخذ عينات الدم من الشرايين الكعبرية اختلال الشريان (انسداد الجلطة)، مما يعرض اليد لخطر الإصابة بنقص التروية، أولئك الذين يفتقرون إلى الإمداد المزدوج هم أكثر عرضة للإصابة بنقص التروية، يمكن تقليل الخطر عن طريق إجراء اختبار ألن المعدل مسبقًا، غالبًا ما يكون لدى الأشخاص الذين لديهم إمداد دم واحد من جهة إمداد مزدوج في اليد الأخرى، مما يسمح للممارس بأخذ دم من الجانب بإمداد مزدوج.
يتم إجراء اختبار ألن المعدل أيضًا قبل إجراء عملية جراحية في القلب (مثل عملية جراحية يتم فيها تحويل مسار مجرى الدم في الشريان التاجي)، يستخدم الشريان الكعبري في بعض الأحيان كقناة للجراحة الالتفافية، ويستمر الشريان الكعبري لمدة أطول من الوريد الصافن، قبل إجراء عملية جراحية في القلب، يتم إجراء الاختبار لتقييم مدى ملاءمة الشريان الكعبري لاستخدامه كقناة. نتيجة أقل من 3 ثوان تعتبر جيدة ومناسبة، تكون النتيجة ما بين 3 إلى 5 ثوان مشكوك فيها، في حين لن يتم اعتبار الشريان الكعبري للترقيع إذا كانت النتيجة أطول من 5 ثوان.
فائدة اختبار ألين المعدل أمر قابل للنقاش ومشكوك فيه، ولم يتم إثبات أي ارتباط مباشر مع مضاعفات نقص تروية القنية (الكانيولا) الشريانية، في عام 1983، قام (سلوغاوف) وزملاؤه بمراجعة 1782 من قنوات الشريان الكبرية ووجدوا أن 25% منهم أدى إلى انسداد كامل في الشريان الكعبري، دون آثار ضارة واضحة، تم نشر عدد من التقارير التي حدثت فيها مضاعفات تروية دائمة على الرغم من وجود اختبار ألن.
بالإضافة إلى ذلك، لا يبدو أن نتائج اختبارات ألن مرتبطة بتدفق الدم في الاطراف كما يتضح من حقن صبغة فلوريسئين.
تم اقتراح تعديلات إضافية على الاختبار لتحسين الموثوقية.